# Lijst van rivieren in Ghana

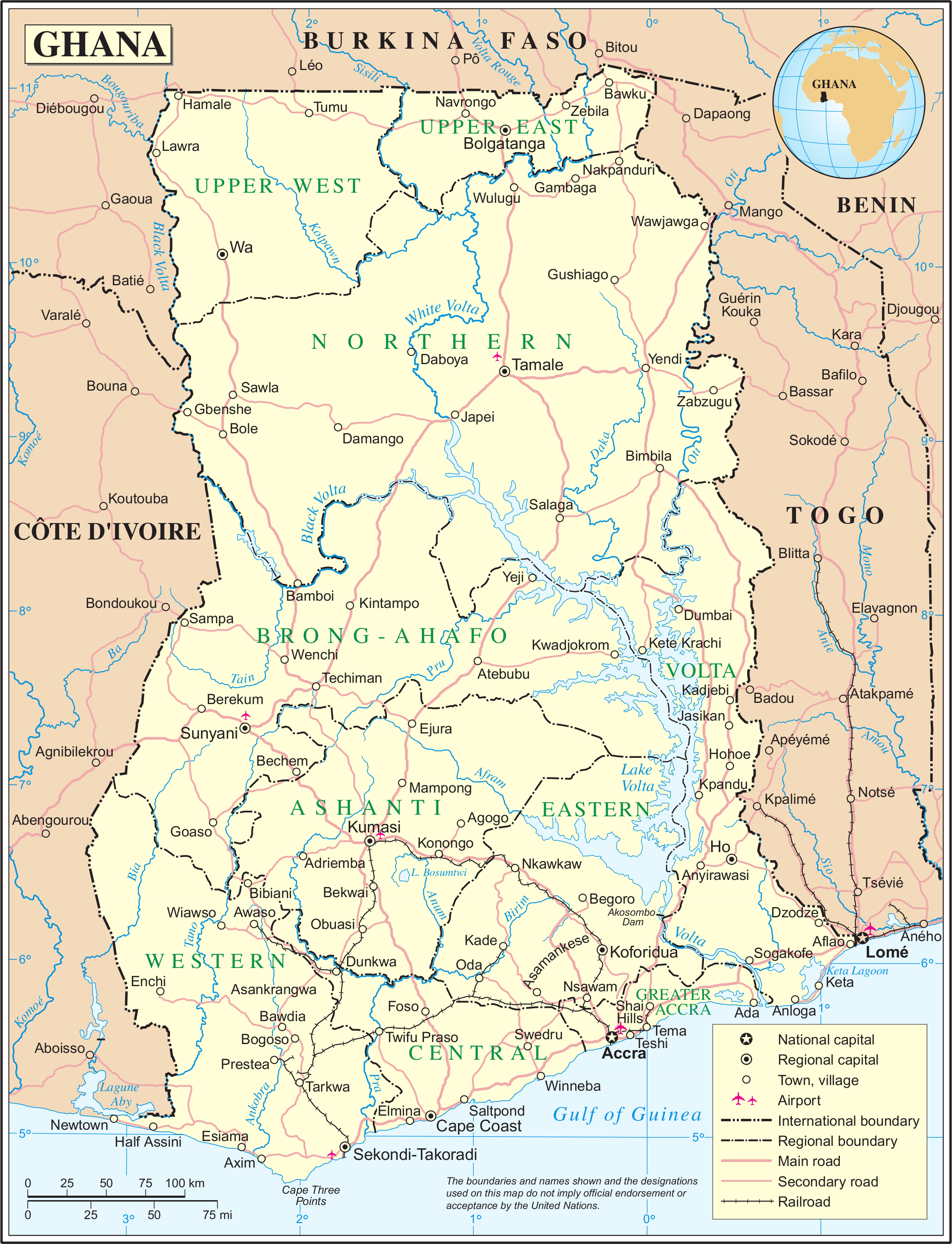
Kaart van Ghana.

Dit is een lijst van rivieren in Ghana. De rivieren in deze lijst zijn geordend naar drainagebekken en de opeenvolgende zijrivieren zijn ingesprongen weergegeven onder de naam van elke hoofdrivier.

## Atlantische Oceaan

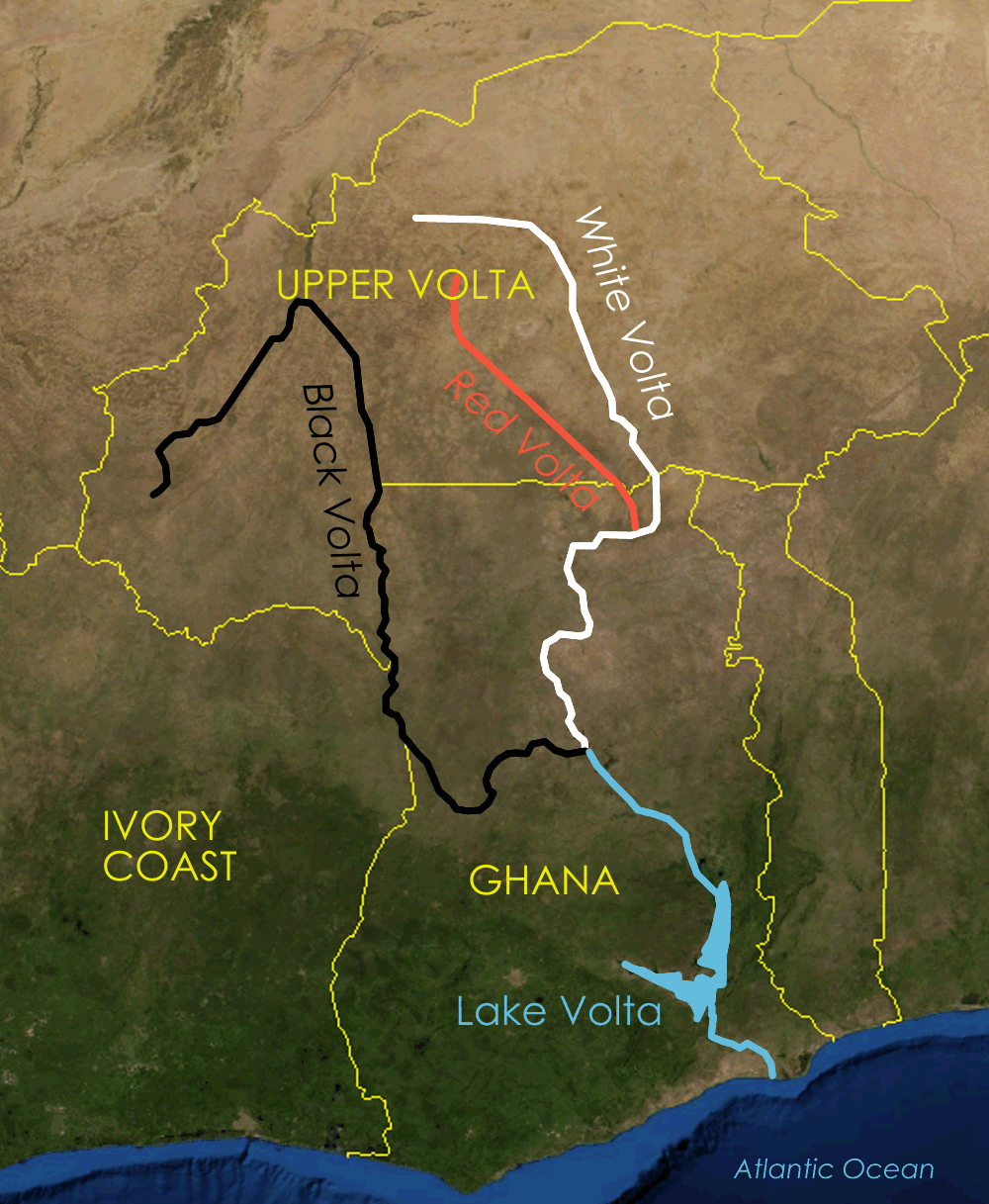
Stroomgebied van de Volta.

- Bia[1]
- Tano[2]
  - Nini
- Ankobra[1]
- Pra[3]
  - Ofin[4]
  - Birim 
  - Anum[5]
- Ayensu[6]
- Densu[7]

- Volta[1]
  - Todzie[8]
  - Voltameer
    - Afram
    - Asukawkaw
    - Oti[9]
      - Mo

    - Atakora
    - Sene[10]
    - Daka
    - Pru
    - Zwarte Volta (Mouhoun)
      - Tain[11]

    - Witte Volta (Nakambé)
      - Kulpawn
        - Sisili[12]

      - Rode Volta (Nazinon)